# Hilbert-matrix
De hilbert-matrix van de orde {\displaystyle n\ (n>0)} is de symmetrische, positief-definiete {\displaystyle n\times n}-matrix:
{\displaystyle H_{n}={\begin{pmatrix}1&{\frac {1}{2}}&{\frac {1}{3}}&\ldots &{\frac {1}{n}}\\{\frac {1}{2}}&{\frac {1}{3}}&{\frac {1}{4}}&\ldots &{\frac {1}{n+1}}\\{\frac {1}{3}}&{\frac {1}{4}}&{\frac {1}{5}}&\ldots &{\frac {1}{n+2}}\\\vdots &\vdots &\vdots &\ddots &\vdots \\{\frac {1}{n}}&{\frac {1}{n+1}}&{\frac {1}{n+2}}&\ldots &{\frac {1}{2n-1}}\end{pmatrix}}}
dus met elementen
{\displaystyle h_{ij}={\frac {1}{i+j-1}}}
Een hilbert-matrix is een hankel-matrix.
De hilbert-matrix is door de Duitse wiskundige David Hilbert in 1894 voor het eerst beschreven in verband met de theorie van de polynomen van Legendre. Omdat deze matrix positief-definiet is, is hij ook inverteerbaar, wat inhoudt dat de inverse matrix bestaat. Omdat de matrix inverteerbaar is, is een systeem van lineaire vergelijkingen met de coëfficiënten van de Hilbert-matrix als coëfficiënten van de vergelijkingen oplosbaar. Het probleem met zo'n matrix is echter, dat de matrix, en ook het systeem van lineaire vergelijkingen, numeriek slecht geconditioneerd zijn. Bij het oplossen van de vergelijkingen of bij het berekenen van de inverse verschijnen zeer grote positieve en negatieve getallen als tussenresultaten. Als deze berekening met een computer wordt uitgevoerd, kunnen zeer grote afrondingsfouten ontstaan of kan de berekening zelfs afgebroken worden.
Hoe groter de orde {\displaystyle n}, hoe ernstiger dit probleem is. Het conditiegetal groeit exponentieel met {\displaystyle n.} Het conditiegetal van bijvoorbeeld {\displaystyle H_{3}} is 526,16 (Frobeniusnorm); van {\displaystyle H_{4}} is het al 15.613,8.
De hilbert-matrix is door zijn slechte numerieke conditie het klassieke testgeval voor alle computerprogramma's die matrices inverteren om systemen van lineaire vergelijkingen op te lossen zoals programma's voor Gauss-eliminatie, LU-decompositie, Cholesky-decompositie, enzovoort. Hoe groter {\displaystyle n} gekozen wordt, hoe scherper de test is.

## Inverse van de hilbert-matrix
Bij zulke tests komt het goed uit, dat de coëfficiënten van de inverse Hilbert-matrix afwisselend positieve en negatieve gehele getallen zijn die direct en precies berekend kunnen worden door middel van de volgende formule:
{\displaystyle (H_{n}^{-1})_{i,j}={\frac {(-1)^{i+j}}{(i+j-1)}}\ {\frac {(n+i-1)!(n+j-1)!}{((i-1)!(j-1)!)^{2}(n-i)!(n-j)!}}}
Met behulp van binomiaalcoëfficiënten luidt deze formule:
{\displaystyle (H_{n}^{-1})_{i,j}=(-1)^{i+j}(i+j-1){n+i-1 \choose n-j}{n+j-1 \choose n-i}{i+j-2 \choose i-1}^{2}}.
In het speciale geval van {\displaystyle i=j=1} komt dat neer op:
{\displaystyle (H_{n}^{-1})_{1,1}=n^{2}}
Hierdoor kunnen de numerieke afwijkingen die in het computerprogramma bij het inverteren van de matrix ontstaan, met het exacte resultaat vergeleken worden.

### Voorbeelden van inverse Hilbert-matrices
Exacte inverse {\displaystyle H_{4}^{-1}={\begin{pmatrix}16&-120&240&-140\\-120&1200&-2700&1680\\240&-2700&6480&-4200\\-140&1680&-4200&2800\end{pmatrix}}}
Exacte inverse {\displaystyle H_{5}^{-1}\ =\ {\begin{pmatrix}25&-300&1050&-1400&630\\-300&4800&-18900&26880&-12600\\1050&-18900&79380&-117600&56700\\-1400&26880&-117600&179200&-88200\\630&-12600&56700&-88200&44100\end{pmatrix}}}